# Galma Koudawatche
Galma Koudawatche è un comune rurale del Niger facente parte del dipartimento di Madaoua nella regione di Tahoua.